# Fürstenau
Fürstenau é uma comuna da Suíça, no Cantão Grisões, com cerca de 315 habitantes. Estende-se por uma área de 1,30 km², de densidade populacional de 242 hab/km². Confina com as seguintes comunas: Almens, Cazis, Pratval, Scharans, Sils im Domleschg, Thusis.
A língua oficial nesta comuna é o Alemão.